# Åskakskölen
Åskakskölen este o arie protejată (arie specială de conservare — SAC, sit de importanță comunitară — SCI, arie de protecție specială avifaunistică — SPA) din Suedia întinsă pe o suprafață de 1.290 ha, integral pe uscat.

## Localizare
Centrul sitului Åskakskölen este situat la coordonatele 60°33′42″N 13°20′17″E / 60.5618°N 13.338°E.

## Înființare
Situl Åskakskölen a fost declarat sit de importanță comunitară în ianuarie 2002 pentru a proteja 7 specii de animale. Alte tipuri de protecție:
- arie de protecție specială avifaunistică (în ianuarie 2002)[2]
- arie specială de conservare (în martie 2011)[1][3][4]

## Biodiversitate
Situată în ecoregiunea boreală, aria protejată conține 3 habitate naturale: Taiga vestică, Turbării Aapa, Mlaștini turboase de tranziție și turbării mișcătoare.
La baza desemnării sitului se află mai multe specii protejate de  păsări (7): minunița (Aegolius funereus), cocor (Grus grus), ploier auriu (Pluvialis apricaria), huhurezul mic (Strix uralensis), cocoșul de mesteacăn (Tetrao tetrix tetrix),  cocoș de munte (Tetrao urogallus), fluierar de mlaștină (Tringa glareola).